# Guangzhou International Women's Open 2019 - Qualificazioni singolare
Le qualificazioni del singolare femminile del Guangzhou International Women's Open 2019 sono state un torneo di tennis preliminare per accedere alla fase finale della manifestazione. Le vincitrici dell'ultimo turno sono entrate di diritto nel tabellone principale. In caso di ritiro di una o più giocatrici aventi diritto a queste sono subentrati le lucky loser, ossia le giocatrici che hanno perso nell'ultimo turno ma che avevano una classifica più alta rispetto alle altre partecipanti che avevano comunque perso nel turno finale.

## Teste di serie
1. Zhu Lin (ritirata)
2. Varvara Lepchenko (primo turno, ritirat)
3. Jasmine Paolini (qualificata)
4. Tereza Martincová (qualificata)
5. Nina Stojanović (spostata nel tabellone principale)
6. Katarina Zavatska (qualificata)

1. Wang Xiyu (ultimo turno, Lucky loser)
2. Dalila Jakupović (ultimo turno, Lucky loser)
3. Bibiane Schoofs (primo turno)
4. Yanina Wickmayer (ritirata)
5. Sachia Vickery (primo turno)
6. Lesley Pattinama Kerkhove (qualificata)

## Qualificate
1. Xun Fangying
2. Magdalena Fręch
3. Jasmine Paolini

1. Tereza Martincová
2. Lesley Pattinama Kerkhove
3. Katarina Zavac'ka

### Lucky loser
1. Wang Xiyu

1. Dalila Jakupovič

## Tabellone

### Legenda
| - Q = Qualificato - WC = Wild card - LL = Lucky loser | - ALT = Alternate - SE = Special Exempt - PR = Protected Ranking | - w/o = Walkover - r = Ritirato - d = Squalificato |

### Sezione 1
|  | Primo turno | Primo turno     | Primo turno     | Primo turno | Primo turno |  |  | Ultimo turno | Ultimo turno    | Ultimo turno | Ultimo turno | Ultimo turno |  |
|  |             |                 |                 |             |             |  |  |              |                 |              |              |              |  |
|  | Alt         | Kaylah McPhee   | Kaylah McPhee   | 4           | 1           |  |  |              |                 |              |              |              |  |
|  | WC          | Xun Fangying    | Xun Fangying    | 6           | 6           |  |  | WC           | Xun Fangying    | 6            | 4            | 7            |  |
|  |             | Xu Shilin       | Xu Shilin       | 1           | 1           |  |  | Alt          | Arina Rodionova | 2            | 6            | 6(1)         |  |
|  | Alt         | Arina Rodionova | Arina Rodionova | 6           | 6           |  |  |              |                 |              |              |              |  |

### Sezione 2
|  | Primo turno | Primo turno       | Primo turno    | Primo turno | Primo turno |  |  | Ultimo turno | Ultimo turno    | Ultimo turno    | Ultimo turno | Ultimo turno |  |
|  |             |                   |                |             |             |  |  |              |                 |                 |              |              |  |
|  | 2           | Varvara Lepchenko | 2              | 0           | r           |  |  |              |                 |                 |              |              |  |
|  |             | Magdalena Fręch   | 6              | 3           |             |  |  |              | Magdalena Fręch | Magdalena Fręch | 6            | 6            |  |
|  |             | Ankita Raina      | Ankita Raina   | 6           | 6           |  |  |              | Ankita Raina    | Ankita Raina    | 1            | 1            |  |
|  | 11          | Sachia Vickery    | Sachia Vickery | 3           | 2           |  |  |              |                 |                 |              |              |  |

### Sezione 3
|  | Primo turno | Primo turno      | Primo turno      | Primo turno | Primo turno |  |  | Ultimo turno | Ultimo turno     | Ultimo turno | Ultimo turno | Ultimo turno |  |
|  |             |                  |                  |             |             |  |  |              |                  |              |              |              |  |
|  | 3           | Jasmine Paolini  | 6                | 5           | 6           |  |  |              |                  |              |              |              |  |
|  |             | Liang En-shuo    | 4                | 7           | 4           |  |  | 3            | Jasmine Paolini  | 4            | 6            | 6            |  |
|  |             | Natalija Kostić  | Natalija Kostić  | 2           | 2           |  |  | 8            | Dalila Jakupović | 6            | 1            | 4            |  |
|  | 8           | Dalila Jakupović | Dalila Jakupović | 6           | 6           |  |  |              |                  |              |              |              |  |

### Sezione 4
|  | Primo turno | Primo turno       | Primo turno       | Primo turno | Primo turno |  |  | Ultimo turno | Ultimo turno      | Ultimo turno      | Ultimo turno | Ultimo turno |  |
|  |             |                   |                   |             |             |  |  |              |                   |                   |              |              |  |
|  | 4           | Tereza Martincová | Tereza Martincová | 6           | 7           |  |  |              |                   |                   |              |              |  |
|  |             | Lizette Cabrera   | Lizette Cabrera   | 4           | 5           |  |  | 4            | Tereza Martincová | Tereza Martincová | 6            | 6            |  |
|  |             | Lu Jiajing        | Lu Jiajing        | 6           | 6           |  |  |              | Lu Jiajing        | Lu Jiajing        | 2            | 1            |  |
|  | 9           | Bibiane Schoofs   | Bibiane Schoofs   | 3           | 2           |  |  |              |                   |                   |              |              |  |

### Sezione 5
|  | Primo turno | Primo turno               | Primo turno               | Primo turno | Primo turno |  |  | Ultimo turno | Ultimo turno              | Ultimo turno              | Ultimo turno | Ultimo turno |  |
|  |             |                           |                           |             |             |  |  |              |                           |                           |              |              |  |
|  | Alt         | Georgina García Pérez     | 6                         | 4           | 64          |  |  |              |                           |                           |              |              |  |
|  | WC          | Ma Shuyue                 | 4                         | 6           | 7           |  |  | WC           | Ma Shuyue                 | Ma Shuyue                 | 2            | 4            |  |
|  | Alt         | Jaimee Fourlis            | Jaimee Fourlis            | 4           | 3           |  |  | 12           | Lesley Pattinama Kerkhove | Lesley Pattinama Kerkhove | 6            | 6            |  |
|  | 12          | Lesley Pattinama Kerkhove | Lesley Pattinama Kerkhove | 6           | 6           |  |  |              |                           |                           |              |              |  |

### Sezione 6
|  | Primo turno | Primo turno       | Primo turno       | Primo turno | Primo turno |  |  | Ultimo turno | Ultimo turno      | Ultimo turno | Ultimo turno | Ultimo turno |  |
|  |             |                   |                   |             |             |  |  |              |                   |              |              |              |  |
|  | 6           | Katarina Zavatska | Katarina Zavatska | 6           | 6           |  |  |              |                   |              |              |              |  |
|  | WC          | Sara Errani       | Sara Errani       | 2           | 2           |  |  | 6            | Katarina Zavatska | 63           | 6            | 6            |  |
|  | WC          | Wei Sijia         | Wei Sijia         | 2           | 3           |  |  | 7            | Wang Xiyu         | 7            | 1            | 4            |  |
|  | 7           | Wang Xiyu         | Wang Xiyu         | 6           | 6           |  |  |              |                   |              |              |              |  |